# جاكي بروير
جاكي بروير (بالفرنسية: Jackie Berroyer)‏
```
هو 
صحفي
 
وكاتب
 
وكاتب سيناريو
 
وممثل
 
فرنسي
، ولد في 24 مايو 1946 في 
فرنسا
.
[
2
]
```

## وصلات خارجية
- جاكي بروير على موقع IMDb (الإنجليزية)
- جاكي بروير على موقع قاعدة بيانات الأفلام العربية
- جاكي بروير على موقع ألو سيني (الفرنسية)
- جاكي بروير على موقع ميوزك برينز (الإنجليزية)
- جاكي بروير على موقع أول موفي (الإنجليزية)
- جاكي بروير على موقع قاعدة بيانات الأفلام السويدية (السويدية)
- جاكي بروير على موقع قاعدة بيانات الفيلم (الإنجليزية)
- جاكي بروير على موقع كينوبويسك (الروسية)